# Miroslav Gregorič
Miroslav Gregorič, slovenski arhitekt, * 4. januar 1907, Gorica, † 20. junij 1983, Ljubljana. 
Gregorič je leta 1935 diplomiral na Fakulteti za arhitekturo Tehniške visoke šole v Torinu. Po študiju je bil med drugim zaposlen v Ljubljani pri Slovenija projektu. Delal je pri načrtovanju in gradnji tovarne Litostroj s pripadajočim stanovanjskim naseljem v okolici tovarne. 